# Eric Lemming
Eric Otto Valdemar Lemming (* 22. Februar 1880 in Göteborg; † 5. Juni 1930 ebenda) war ein schwedischer Leichtathlet und Tauzieher.
Lemming gilt als der Erfinder der modernen Speerwurftechnik. Im Jahre 1899 stellte er mit 49,32 m den ersten offiziellen Rekord auf und dominierte ca. 15 Jahre die Entwicklung.

## Erfolge im Einzelnen
- 1900, Olympische Spiele in Paris: Platz 4 im Hochsprung, Platz 4 im Stabhochsprung, Platz 4 im Hammerwurf, Platz 8 im Diskuswurf, Platz 12 im Weitsprung
- 1902: Am 31. August warf er einen neuen Weltrekord im Speerwurf (50,44 m).
- 1906, Olympische Spiele in Athen: Gold im Freistil-Speerwurf; Bronze im Kugelstoßen; Bronze im Fünfkampf; Bronze im Tauziehen
- 1908, Olympische Spiele in London: Gold im Speerwurf (54,825 m); Gold im Freistil-Speerwurf (54,445 m)
- 1912, Olympische Spiele in Stockholm: Gold im Speerwurf (60,64 m)
- 1912, Stockholm: Am 29. September warf er einen weiteren Weltrekord im Speerwurf (62,32 m).